# Vyksunskij rajon
Il Vyksunskij rajon  era un distretto (rajon) dell'oblast' di Nižnij Novgorod, nella Russia europea, con capoluogo Vyksa. Dal 2011 è stato trasformato in circondario urbano della città di Vyksa (in russo городской округ город Выкса?, Gorodskoj okrug della città di Vyksa).